# Pirx
BD+14°4559 b, o anche Pirx, è un esopianeta in orbita attorno alla stella nana arancione BD+14°4559 (Solaris) distante circa 161 anni luce dalla Terra nella costellazione di Pegaso. Orbita attorno alla sua stella all'interno della zona abitabile a una distanza di 0,777 UA. L'esopianeta è stato scoperto nel 2009 tramite il metodo della velocità radiale.

## Stella madre
BD+14°4559, dal 2019 nominata ufficialmente Solaris, è una stella di classe K2V un po' più piccola e fredda del Sole: ha una massa di 0,86 M⊙, un raggio di 0,95 R⊙, una temperatura di circa 5000 K e una luminosità che è quasi la metà di quella del Sole.
Non è visibile a occhio nudo, in quanto la sua magnitudine è +9,63, inoltre pare essere più giovane del Sole, considerando il periodo di rotazione su se stessa che è di circa 19 giorni.

## Caratteristiche
Pirx è un gigante gassoso avente una massa del 47% superiore a quella di Giove, mentre il raggio, secondo i modelli teorici, dovrebbe essere simile a quello gioviano. Orbita a una distanza di 0,777 UA, circa la stessa distanza che separa Venere dal Sole, su un'orbita ad alta eccentricità (e=0,29).

## Abitabilità
Essendo la stella meno luminosa del Sole, la zona abitabile si estende da 0,52 a 0,94 UA, e il pianeta, con un semiasse maggiore di 0,77 UA, orbita all'interno della zona abitabile per buona parte del suo periodo di rivoluzione, ad eccezione di quando si trova nei pressi dell'apoastro. Data l'alta eccentricità infatti Pirx si allontana fino a 1 UA dalla stella, mentre durante il periastro si avvicina fino a 0,55 UA, sfiorando il limite più interno della zona abitabile. La sua temperatura media stimata è di circa 205 K, tuttavia essendo un gigante gassoso senza superficie solida non potrebbe ospitare la vita così come la conosciamo.
Ipotetiche lune abbastanza grandi, con atmosfera e pressione sufficienti, possono essere in grado di mantenere acqua liquida in superficie ed essere quindi potenzialmente abitabili. Satelliti di queste dimensioni solitamente non si formano attorno ai pianeti, ma potrebbero essere catturati in seguito da un pianeta gigante.
Per un'orbita stabile, il rapporto tra il periodo orbitale della luna attorno al suo pianeta e quello di quest'ultimo attorno alla sua stella deve essere inferiore a 1/9: ad esempio se un pianeta impiega 90 giorni per orbitare attorno alla sua stella, l'orbita massima stabile per una luna di quel pianeta dev'essere inferiore a 10 giorni. Le simulazioni al computer suggeriscono che una luna con un periodo orbitale inferiore a circa 45-60 giorni rimarrà saldamente legata a un enorme pianeta gigante (o a una nana bruna) che orbita a circa 1 UA da una stella simile al Sole. Nel caso di Pirx, il periodo orbitale non dovrebbe essere superiore a un mese (28-29 giorni) perché l'orbita possa rimanere stabile.
Gli effetti delle maree potrebbero anche consentire alla luna di sostenere la tettonica a zolle, che provocherebbe un'attività vulcanica in grado di regolare la temperatura della luna e creare un effetto dinamo che darebbe al satellite un forte campo magnetico.
Per sostenere un'atmosfera simile a quella terrestre per circa 4,6 miliardi di anni (l'età della Terra), la luna dovrebbe avere una densità simile a Marte e una massa di almeno 0,07 M⊕. Un modo per ridurre la fuga atmosferica per polverizzazione catodica è che il satellite abbia un forte campo magnetico in grado di deviare il vento stellare e i raggi cosmici. Le misurazioni della sonda Galileo della NASA nel sistema di Giove suggeriscono che le grandi lune possono avere dei campi magnetici; è stato infatti scoperto che il satellite di Giove Ganimede ha una sua magnetosfera, anche se la sua massa è solo 0,025 M⊕.